# Itame epigenata
Itame epigenata là một loài bướm đêm trong họ Geometridae.